# SC Olympia 33
Der SC Olympia 33 war ein österreichischer Sportverein aus dem Wiener Stadtteil Breitensee. Bekannt wurde insbesondere die Fußballabteilung, die von 1957 bis 1959 zwei Saisonen lang in der A-Liga, der höchsten österreichischen Spielklasse, spielte.

## Geschichte
Die Geschichte der Olympia 33 geht auf den Sportklub Westend zurück, der 1933 auf Grund seiner zusehends politischen Aktivitäten aufgelöst wurde. So initiierte Erwin Puschmann, Mitglied der KPÖ, im selben Jahr den SC Olympia 33 für die kommunistische Jugend als Nachfolgeklub. Der Verein konnte im sportlichen Bereich vor allem nach Ende des Zweiten Weltkrieges Erfolge sammeln, die Fußballer stiegen 1954 in die Wiener Landesliga auf, die damals die dritte Leistungsstufe darstellte. Bereits im ersten Jahr qualifizierte man sich als Tabellenerster für die Relegationsspiele zur B-Liga, die mit 0:0 und 6:3 gegen den SC Harland erfolgreich liefen.
Um dem aufkeimenden Zuschauerandrang Herr zu werden, übersiedelte der Klub dieser Tage vom eigenen Sportplatz in der Steinbruchstraße auf den Red-Star-Platz im nahe gelegenen Fünfhaus. Bereits in der ersten B-Liga-Saison 1955/56 landete Olympia als Vierter nur einen Punkt hinter einem Relegationsplatz, 1956/57 gelang aber letztlich der Aufstieg als Tabellenerster gemeinsam mit dem FC Wien in die A-Liga.
Bis zu 10.000 Zuschauer kamen zu den Erstligapartien Olympias nach Fünfhaus. Der Verein konnte sich sicher in der Liga behaupten, zudem noch mit Siegen über arrivierte Klubs wie Austria, Vienna oder GAK für Aufsehen sorgen. Stürmer-Star Julius Kovazh kam sogar zu einem Einsatz in der österreichischen Nationalmannschaft. Nachdem er Richtung Kremser SC und weitere Spieler nach Saisonende den Klub verließen, zeigte bereits das erste Saisonspiel mit einem 0:10 gegen Rapid, dass der Klassenerhalt nunmehr kaum zu schaffen war.
Letztlich stieg Olympia mit nur 8 Punkten in die Regionalliga Ost ab. Hier konnte man sich im Mittelfeld der Tabelle etablieren, schloss sich aber bereits während der Saison 1960/61 mit dem um zwei Klassen tiefer spielenden SK Slovan Wien zusammen. Der so entstanden Klub trug den Namen Slovan Olympia, ehe er 1969 wieder auf Slovan verkürzt wurde. Slovan, das auf Grund finanzieller Probleme sein Heimatstadion in Favoriten verlor, konnte so den Olympia-Sportplatz in der Steinbruchstraße übernehmen, auf dem der Klub bis heute heimisch blieb.

## Weitere Sektionen
Neben den Fußballern feierten vor allem die Volleyballer Olympias große Erfolge. Die Herren konnten 1957 österreichischer Meister werden, die Damen holten sich 1960 den Titel. Letztere gewannen auch nach der Fusion mit Slovan als Slovan Olympia noch fünf Mal die Meisterschaft. Die Schachspieler Olympias konnten sich zudem die Staatsmeisterschaft 1958 sichern.

## Erfolge
- 2 × Erstligateilnahme: 1958–1959 (11. Platz 1958)
- 1 × Österreichischer Zweitligameister: 1957 (B-Liga)
- 1 × Wiener Landesmeister: 1955